# آل هيرستون
آل هيرستون (بالإنجليزية: Al Hairston)‏ مواليد 11 ديسمبر 1945، هو مدرب كرة سلة أمريكي ولاعب معتزل. تم اختياره من قبل فريق سياتل سوبرسونيكس خلال الدرافت. حمل الرقم 25. يبلغ طوله 6 قدم 1 بوصة (1.9 م).

## روابط خارجية
- آل هيرستون على موقع إن بي أي (الإنجليزية)
- آل هيرستون على موقع سبورتس رفرنس (الإنجليزية)
- آل هيرستون على موقع كلية كرة السلة في سبورتس رفرنس.كوم (الإنجليزية)
- آل هيرستون على موقع ريلجم (الإنجليزية)
- آل هيرستون على موقع بروبوليرز (الإنجليزية)